# Saint-Pé-de-Bigorre
Saint-Pé-de-Bigorre település Franciaországban, Hautes-Pyrénées megyében. Lakosainak száma 1150 fő (2022. január 1.). Saint-Pé-de-Bigorre Montaut, Asson, Lestelle-Bétharram, Lourdes, Omex, Peyrouse, Salles és Ségus községekkel határos.

## Népesség
A település népessége az elmúlt években az alábbi módon változott:
| Lakosok száma | 1211 | 1163 | 1176 | 1162 | 1160 | 1159 | 1157 | 1154 | 1150 |
|               | 2013 | 2015 | 2016 | 2017 | 2018 | 2019 | 2020 | 2021 | 2022 |